# Upper Yatasi
Upper Yatasi, ogranak Yatasi Indijanaca, jezične porodice caddoan, koji se zbog napada Chickasawa u Louisiani tijerkom prve polovice 18. stoljeća, odvojio od ostatka grupe i priključio plemenskom savezu Kadohadacho, s kojima su izgubili identitet.
Prema Williamsu nisu bili izvorni članovi konfederacije, nego su joj se kao i Cahinnio priključili tek kasnije, negdje u ranom 18. stoljeću